# Nature
Nature é uma revista científica interdisciplinar britânica, publicada pela primeira vez em 4 de novembro de 1869. Foi classificada a revista científica mais citada do mundo pela edição de 2010 do Journal Citation Reports, sendo amplamente considerada uma das poucas revistas acadêmicas remanescentes que publica pesquisas originais em uma ampla gama de campos científicos. A Nature tem um público on-line de cerca de 3 milhões de leitores únicos por mês. A revista tem uma circulação semanal de cerca de 53 mil exemplares, mas estudos concluíram que, em média, uma única cópia é compartilhada por até oito pessoas.
Os cientistas da pesquisa são o público principal da revista, mas resumos e artigos de acompanhamento destinam-se a fazer muitos dos estudos importantes mais compreensíveis para cientistas de outras áreas e para o público educado. Em cada edição há editoriais, notícias e artigos sobre questões de interesse geral para cientistas, incluindo assuntos atuais, o financiamento da ciência, negócios, ética científica e descobertas de pesquisa.
Há muitas áreas de investigação em que novos e importantes avanços e pesquisas originais são publicados, tanto como artigos quanto como cartas. Os trabalhos que foram publicados nesta revista são internacionalmente aclamados pela manutenção de altos padrões de pesquisa. Em 2007, a Nature (em conjunto com a Science) recebeu o Prêmio Princesa das Astúrias de Comunicação e Humanidade. No dia 14 de dezembro de 2005, a revista Nature publicou um artigo sobre a Wikipédia a respeito de uma pesquisa feita comparando alguns de seus artigos com os da enciclopédia Britânica em áreas científicas quanto à quantidade de erros encontrados.